# فيليبا رودريغوس
فيليبا رودريغوس هي لاعبة كرة قدم برتغالية، ولدت في 4 سبتمبر 1993 في البرتغال. شاركت مع منتخب البرتغال لكرة القدم للسيدات. أما مع النوادي، فقد لعبت مع Atlético Ouriense ‏.

## وصلات خارجية
- فيليبا رودريغوس على موقع قاعدة بيانات كرة القدم.إي يو (الإنجليزية)
- فيليبا رودريغوس على موقع Soccerway.com (الإنجليزية)